# Romagnat
Romagnat ist eine französische Gemeinde mit 7905 Einwohnern (Stand: 1. Januar 2022) im Département Puy-de-Dôme in der Region Auvergne-Rhône-Alpes. Romagnat gehört zur Arrondissement Clermont-Ferrand und ist Teil des Kantons Aubière.

## Geographie
Romagnat liegt südlich von Clermont-Ferrand. Umgeben wird Romagnat von Beaumont im Norden, Aubière im Nordosten, Pérignat-lès-Sarliève im Osten, La Riche-Blanche im Südosten, Chanonat im Süden, Saint-Genès-Champanelle im Westen und Südwesten sowie Ceyrat im Westen und Nordwesten.

## Bevölkerung
| Jahr                       | 1962 | 1968 | 1975 | 1982 | 1990 | 1999 | 2006 | 2017 |
| Einwohner                  | 3064 | 4244 | 5983 | 6974 | 8268 | 8177 | 8271 | 7705 |
| Quellen: Cassini und INSEE |      |      |      |      |      |      |      |      |

## Sehenswürdigkeiten
- Rathaus (früheres Schloss)
- Kirche in der Ortschaft Opme aus dem 11. Jahrhundert, seit 1959 Monument historique
- Schloss Opme aus dem 14. und 17. Jahrhundert, seit 1916 Monument historique

## Persönlichkeiten
- Nathanaël Berthon (* 1989), Automobilrennfahrer

## Gemeindepartnerschaft
- Licciana Nardi, Provinz Massa und Carrara (Toskana), Italien

## Weblinks

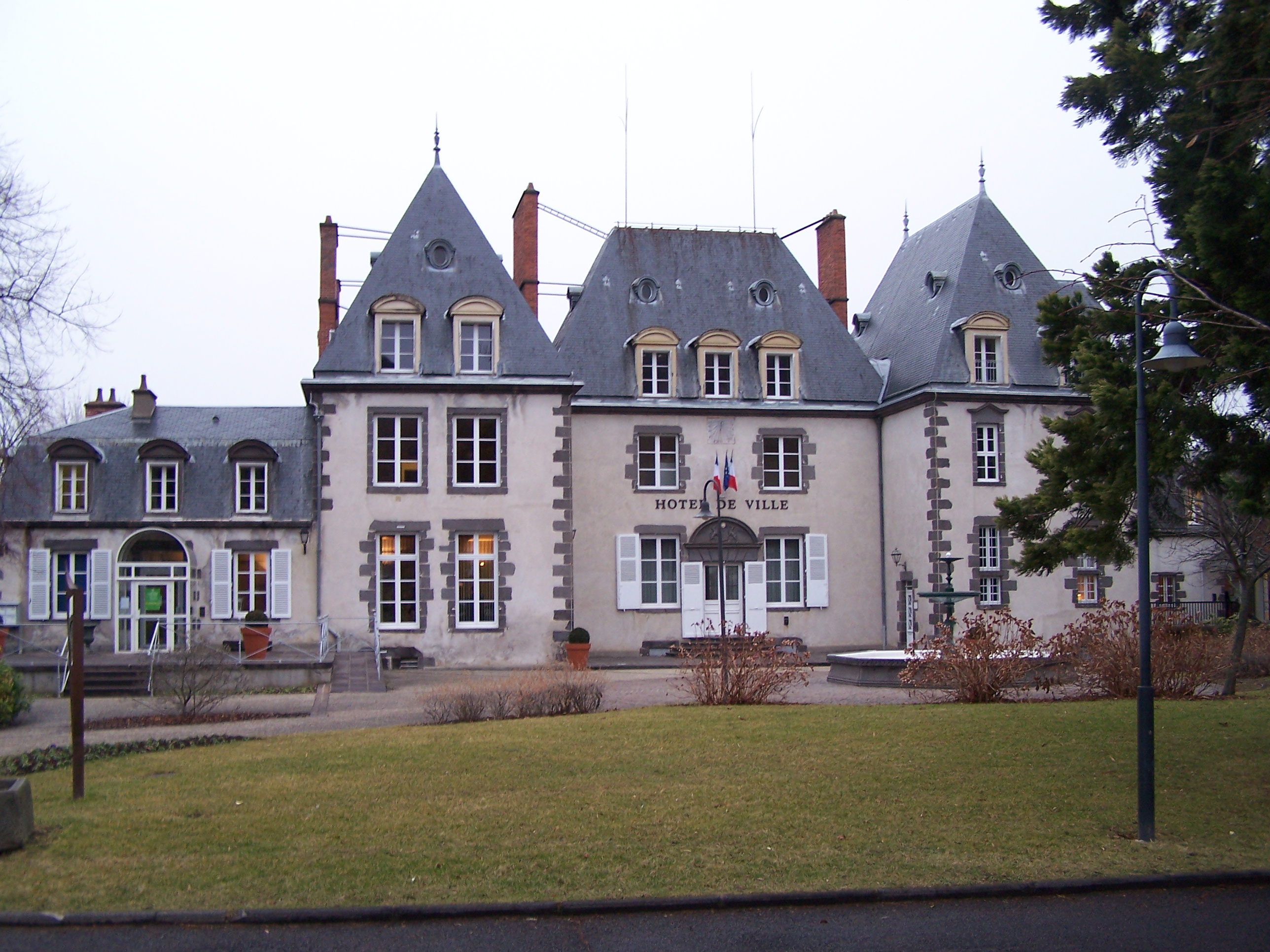
Rathaus (Hôtel de ville)